# ISO 3166-2:SG
ISO 3166-2:SG è uno standard ISO che definisce i codici geografici di Singapore ed è un sottogruppo del codice ISO 3166-2.
Tali codici sono stati assegnati ai cinque distretti e sono formati dalla sigla SG-, seguita da un codice numerico a due cifre da 01 a 05.

## Codici
| Codice | Distretto       |
| ------ | --------------- |
| SG-01  | Centrale        |
| SG-02  | Nordorientale   |
| SG-03  | Nordoccidentale |
| SG-04  | Sudorientale    |
| SG-05  | Sudoccidentale  |